# Аштабьюла (округ)
Округ Аштабьюла (англ. Ashtabula County) располагается в штате Огайо, США. Официально образован 7 июня 1807 года. По состоянию на 2010 год, численность населения составляла 101 497 человек.

## География
По данным Бюро переписи США, общая площадь округа равняется 3 542,865 км2, из которых 1 819,000 км2 суша и 1 725,000 км2 или 48,690 % это водоёмы.

## Население
По данным переписи населения 2010 года в округе проживает 101 497 жителей в составе 39 397 домашних хозяйств и 27 774 семей. Плотность населения составляет 56,00 человек на км2. На территории округа насчитывается 43 792 жилых строений, при плотности застройки около 24,00-х строений на км2. Расовый состав населения: белые — 94,07 %, афроамериканцы — 3,16 %, коренные американцы (индейцы) — 0,19 %, азиаты — 0,34 %, гавайцы — 0,02 %, представители других рас — 0,85 %, представители двух или более рас — 1,36 %. Испаноязычные составляли 2,23 % населения независимо от расы.
В составе 32,40 % из общего числа домашних хозяйств проживают дети в возрасте до 18 лет, 54,80 % домашних хозяйств представляют собой супружеские пары проживающие вместе, 11,40 % домашних хозяйств представляют собой одиноких женщин без супруга, 29,50 % домашних хозяйств не имеют отношения к семьям, 24,80 % домашних хозяйств состоят из одного человека, 16,70 % домашних хозяйств состоят из престарелых (65 лет и старше), проживающих в одиночестве. Средний размер домашнего хозяйства составляет 2,56 человека, и средний размер семьи 3,05 человека.
Возрастной состав округа: 26,20 % моложе 18 лет, 7,60 % от 18 до 24, 28,00 % от 25 до 44, 23,60 % от 45 до 64 и 23,60 % от 65 и старше. Средний возраст жителя округа 38 лет. На каждые 100 женщин приходится 95,10 мужчин. На каждые 100 женщин старше 18 лет приходится 92,10 мужчин.
Средний доход на домохозяйство в округе составлял 35 607 USD, на семью — 42 449 USD. Среднестатистический заработок мужчины был 33 105 USD против 22 624 USD для женщины. Доход на душу населения составлял 16 814 USD. Около 9,20 % семей и 12,10 % общего населения находились ниже черты бедности, в том числе — 17,10 % молодежи (тех, кому ещё не исполнилось 18 лет) и 8,60 % тех, кому было уже больше 65 лет.